# Rathaus Bruyères-le-Châtel

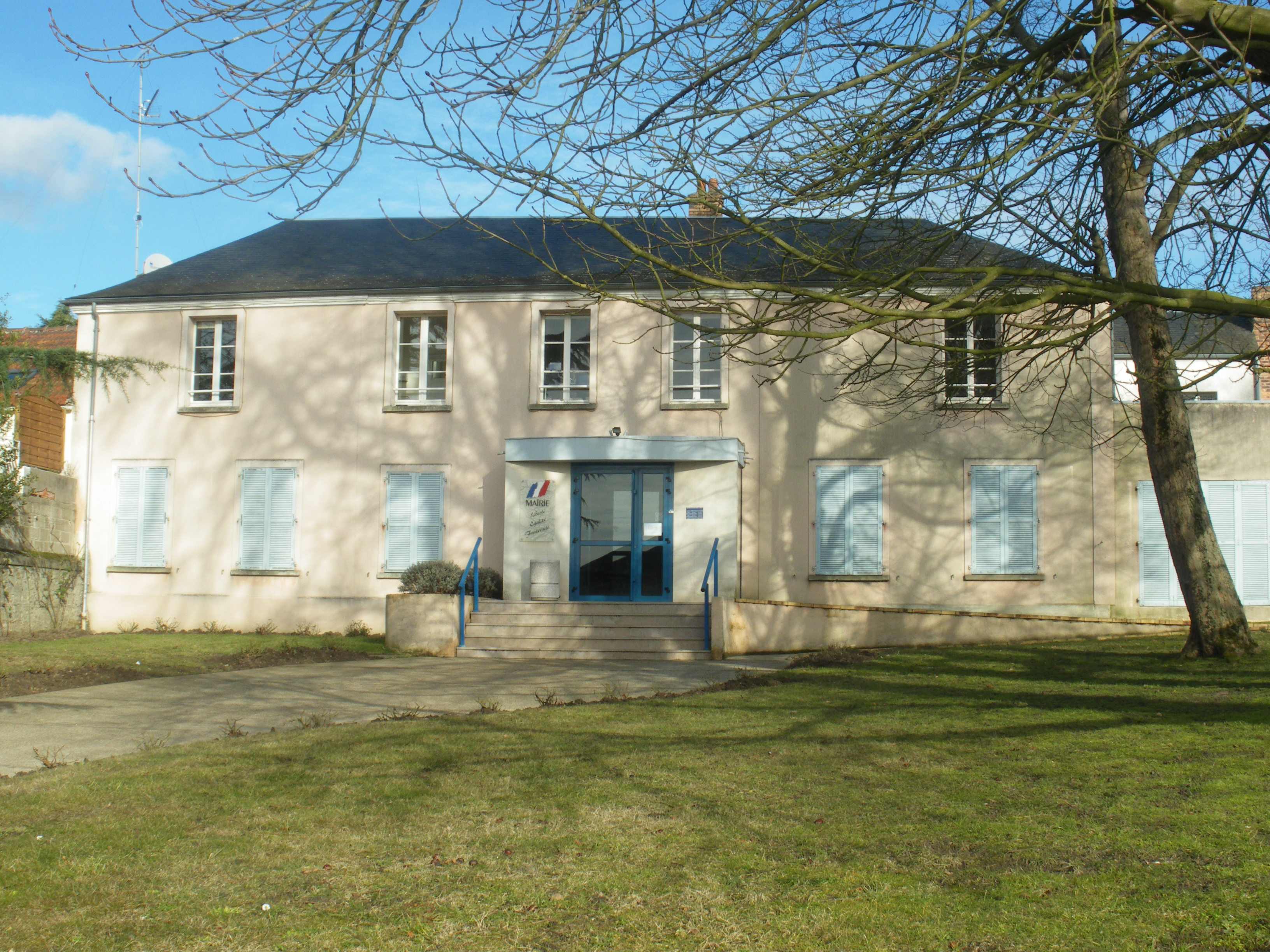
Rathaus in Bruyères-le-Châtel

Das Rathaus (französisch Mairie) in Bruyères-le-Châtel, einer französischen Gemeinde im Département Essonne in der Region Île-de-France, wurde im 19. Jahrhundert errichtet. Das Rathaus an der Rue de la Liberté Nr. 2 wurde als Wohnhaus einer bürgerlichen Familie erbaut und Anfang des 20. Jahrhunderts zum Rathaus umgenutzt.
Im zweigeschossigen Gebäude aus verputztem Bruchsteinmauerwerk war auch lange Zeit die Dienstwohnung des Lehrers untergebracht.